# Anastas Triandafilidi
Anastas (Anesti) Charłampowicz Triandafilidi, ros. Анастас (Анести) Харлампович Триандафилиди, gr. Ανέστης Τριανταφυλλίδης (ur. 6 listopada 1920, w Suchumi, DR Gruzji, ZSRR, zm. 11 czerwca 2009 w Kallithea, Grecja) – radziecki piłkarz pochodzenia greckiego, grający na pozycji bramkarza, trener piłkarski.

## Kariera piłkarska

### Kariera klubowa
Wychowanek drużyny Buriewiestnik, reprezentującej Szkołę Średnią Nr 2 w Suchumi. W końcu 1936 został piłkarzem juniorskiej reprezentacyjnej drużyny Abchazji, w 1938 grał w drugiej reprezentacji Suchumi, a w 1939 zdobył z juniorską drużyną Piszczewik Suchumi mistrzostwo ZSRR spośród juniorów. W 1940 roku rozpoczął karierę piłkarską w klubie Dinamo Suchumi, w którym występował do 1947. W marcu 1948 został zaproszony do Stawropola, gdzie bronił barw klubu Spartak Stawropol. W 1951 przeniósł się do Dinama Stawropol, w składzie którego w 1955 zakończył karierę piłkarską.

## Kariera piłkarska
Po zakończeniu kariery piłkarskiej rozpoczął pracę szkoleniową. Od 1956 do 1965 pracował z juniorami w klubie Dinamo Suchumi. W 1960 roku jego drużyna zajęła 3. miejsce w mistrzostwach ZSRR spośród juniorów. W 1961 po zwycięstwie juniorów w Erywaniu z miejscowym Spartakiem, wszyscy juniorzy zostali przeniesieni do pierwszej drużyny Dynama Suchumi. 
W 1965 awansował do kierowania drużyny rezerw Dynama Suchumi i przez 2 kolejne lata jego wychowankowie zdobyli mistrzostwo Gruzińskiej SRR spośród drużyn rezerwowych. Następnie przez stan zdrowia był zmuszony zawiesić działalność trenerską. Dopiero w 1980 powrócił do sportu, pracując jako trener w Republikańskiej Dziecięco-Juniorskiej Sportowej Szkole Ministerstwa Edukacji Abchaskiej ASRR.
Wraz z wybuchem wojny abchasko-gruzińskiej, w 1993 wyjechał do ziemi swoich przodków Grecji. Nawet po wyjeździe kontynuował pracę szkoleniową, trenował dzieci Wspólnoty Pontyjskiej Mitridat w Kallithea.
Spośród jego wychowanków, m.in. Siergiej Arutiunjan - juniorski wicemistrz Europy i mistrz świata 1987, Iraklij Gielenawa - juniorski wicemistrz Europy i mistrz świata 1987, Sarkis Owiwjan - reprezentant ZSRR, mistrzowie sportu ZSRR - Aleksiej Iliadi, Amiran Zardanija, Giorgi Pruidze, Gurgen Benidze, Gienadij Zaria, którzy grali w Wysszej Lidze ZSRR.
Zmarł 11 czerwca 2009 w Kallithea.

## Sukcesy i odznaczenia

### Sukcesy klubowe
- mistrz Rosyjskiej FSRR: 1949
- mistrz Gruzińskiej SRR spośród drużyn rezerwowych: 1965, 1965

### Sukcesy indywidualne
- najlepszy bramkarz mistrzostw Rosyjskiej FSRR: 1950

### Odznaczenia
- tytuł Zasłużonego Trenera Gruzińskiej SRR: 1984